# Kom med glädje och med sång
Kom med glädje och med sång är en psalm med text skriven av Johannes av Damaskus. Texten översattes till engelska av John Mason Neale 1984 översattes texten till svenska av Anders Frostenson. Musiken till psalmen är en medeltida tysk melodi från 1544.

## Publicerad i
- Psalmer och Sånger 1987 som nr 518 under rubriken "Kyrkoåret - Påsk"[1]